# Fortún Garcés Cajal
Fortún Garcés Cajal  (m. 1146) fue un noble aragonés, barón del Reino de Aragón y Pamplona, que llegó a ser mayordomo de Alfonso I el Batallador y tenente de Nájera entre 1113 y 1134, capital de la región aproximadamente equivalente a la actual La Rioja. Según Jerónimo de Zurita, «era el más poderoso y rico hombre que había de aquellos tiempos en los reinos de Aragón y Navarra».

## Familia
No se conoce los nombres de sus padres aunque pudo estar relacionado con la familia real.  En un documento de 1135 que registra una donación que realizó a la Orden de Cluny dice que lo hace por las almas de su mujer Toda, de su hijo García así como por la de sus parientes, los reyes Sancho Ramírez y sus hijos Pedro I de Aragón y Alfonso I el Batallador. Fue tío de Pedro de Atarés, hijo de su hermana Teresa Cajal.
Casó con Toda y tuvieron un hijo, García Cajal, que murió en batalla contra los musulmanes, probablemente durante la conquista de Mequinenza. Con motivo de la muerte de su hijo, firmaron un documento en el que decidían peregrinar a Jerusalén y hacían testamento de sus propiedades en Zaragoza (que donaban a los Hospitalarios), Tudela (al Temple, junto con los bienes de Fontellas), Tarazona (a Santa María de Belén), Novillas y Cortes (que ofrecían a los canónigos del Santo Sepulcro).

## Vida
La primera mención segura de Fortún Garcés Cajal data de 1110 cuando aparece como miembro de la curia de Alfonso I de Aragón desempeñando una mediación arbitral en un litigio entre el obispo de Pamplona y los canónigos de Saint Sernin de Toulouse por la posesión de la iglesia de Artajona.
Fue tenente de Nájera entre 1113 y 1134 en sustitución de  Diego López de Haro, que fue desposeído por el rey de Aragón en 1113 debido al apoyo que Diego López había prestado a la facción de la reina Urraca en la batalla de Candespina en el contexto de los conflictos entre los dos esposos regios.
Además de su cargo principal de tenente de Nájera, estuvo al frente de otras importantes tenencias como Grañón (1116-1120), Viguera (1116-1134), Daroca (1124-1134), Ullé (1135) y Cutanda (1138). En premio a su labor recibió heredades por el valle del Ebro.
Tas la muerte de Alfonso el Batallador, en 1134, auspició el pacto de Vadoluengo entre los nuevos reyes de ambos reinos. Fue partidario de Ramiro II de Aragón, y capturado por tropas de García Ramírez, por lo que para pagar su rescate recurrió al tesoro del monasterio de Leire. 
Donó la mayor parte de sus bienes al monasterio de Cluny en 1141.  Falleció en 1146 según consta en un documento que está datado: Facta carta (...) anno quo obiit Kaxal et Rodrig Petreç, era Mª.Cª.LXXXª IIIIª (El documento fue emitido en el año en que falleció Cajal y Rodrigo Pérez).